# Záchodová mísa

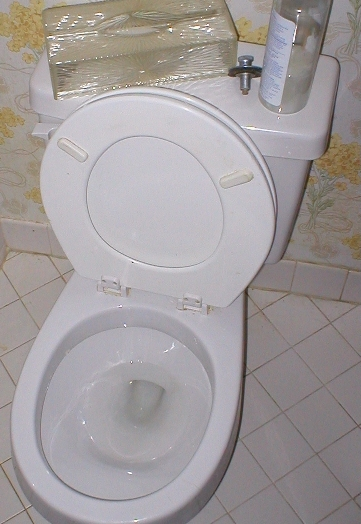
Mísa moderního splachovacího záchodu, spojená s nádrží (tzv. kombi)

Záchodová mísa je hlavní součást splachovacího záchodu. Většinou je vyrobena ze sanitární keramiky, ale jsou i mísy např. ze skla. Je to nejdůležitější část splachovacího záchodu. Je na ní umístěno záchodové prkénko, na kterém sedí defekující člověk. Součástí mísy je zápachová uzávěrka (sifon), která je napojená směrem dozadu nebo do podlahy na kanalizaci, v českém prostředí nejčastěji potrubí DN100 (s vnitřním průměrem 100 mm). Mísa se upevňuje šrouby buď do podlahy, nebo v případě závěsné mísy ke stěně. Varianta mísy označované kombi je doplněná nádržkou vody na splachování, která dosedá na zadní část mísy za prkénkem.
K čištění vnitřní části mísy je určen toaletní kartáč a většinou parfémované přípravky dezinfikující a odstraňující vodní kámen usazující se uvnitř mísy. Tyto funkce plní i přípravky průběžně se uvolňující při splachování, umístěné např. v závěsných plastových košících (WC blok) pod okrajem mísy.